# Рёдерланд
Рёдерланд (нем. Röderland) — община в Германии, в земле Бранденбург.
Входит в состав района Эльба-Эльстер. Население составляет 4358 человек (на 31 декабря 2010 года). Занимает площадь 46,06 км².
| Год  | Население |
| ---- | --------- |
| 2005 | 4775      |
| 2010 | 4403      |

## Галерея

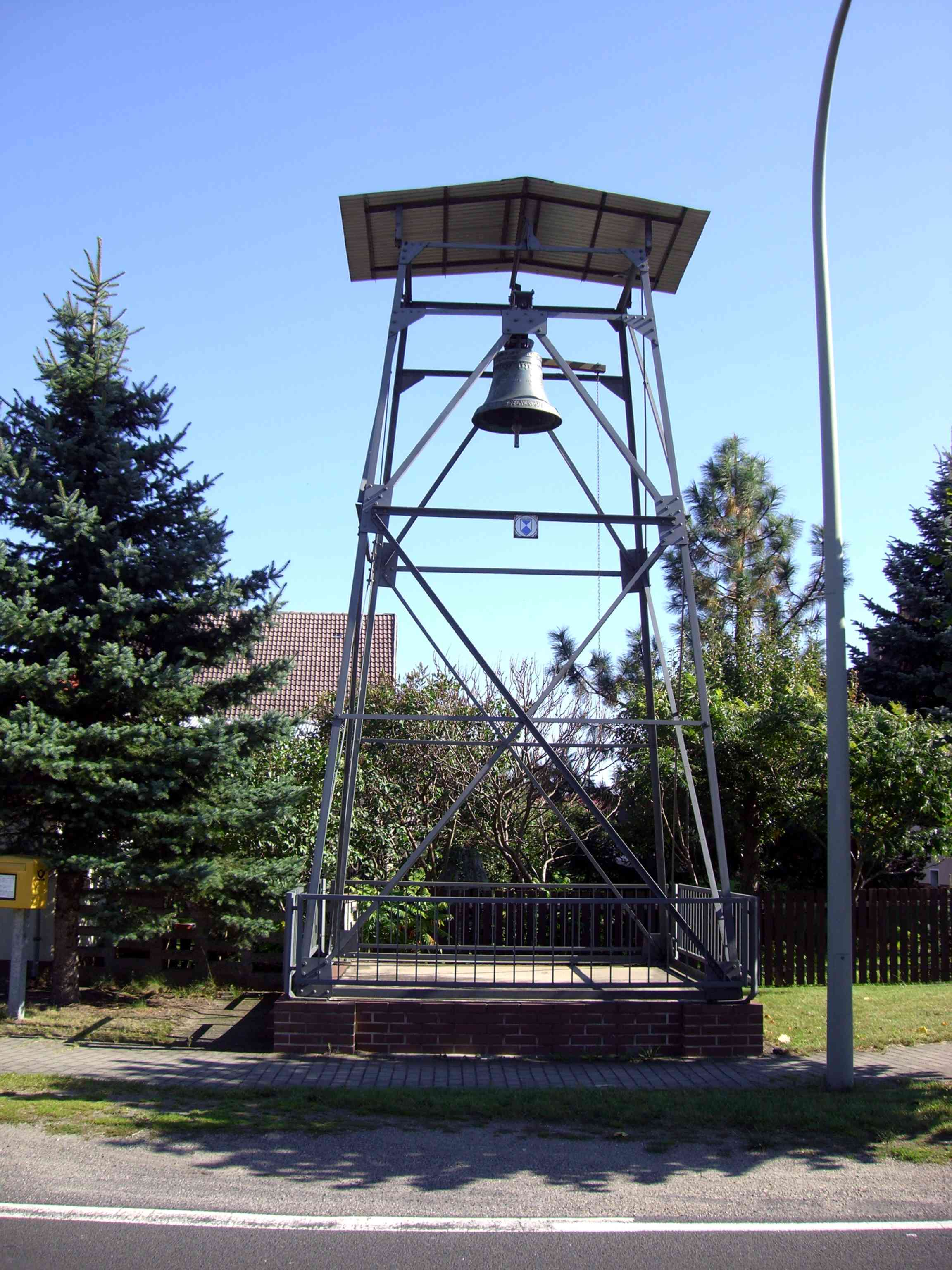
Glockenturm Reichenhain
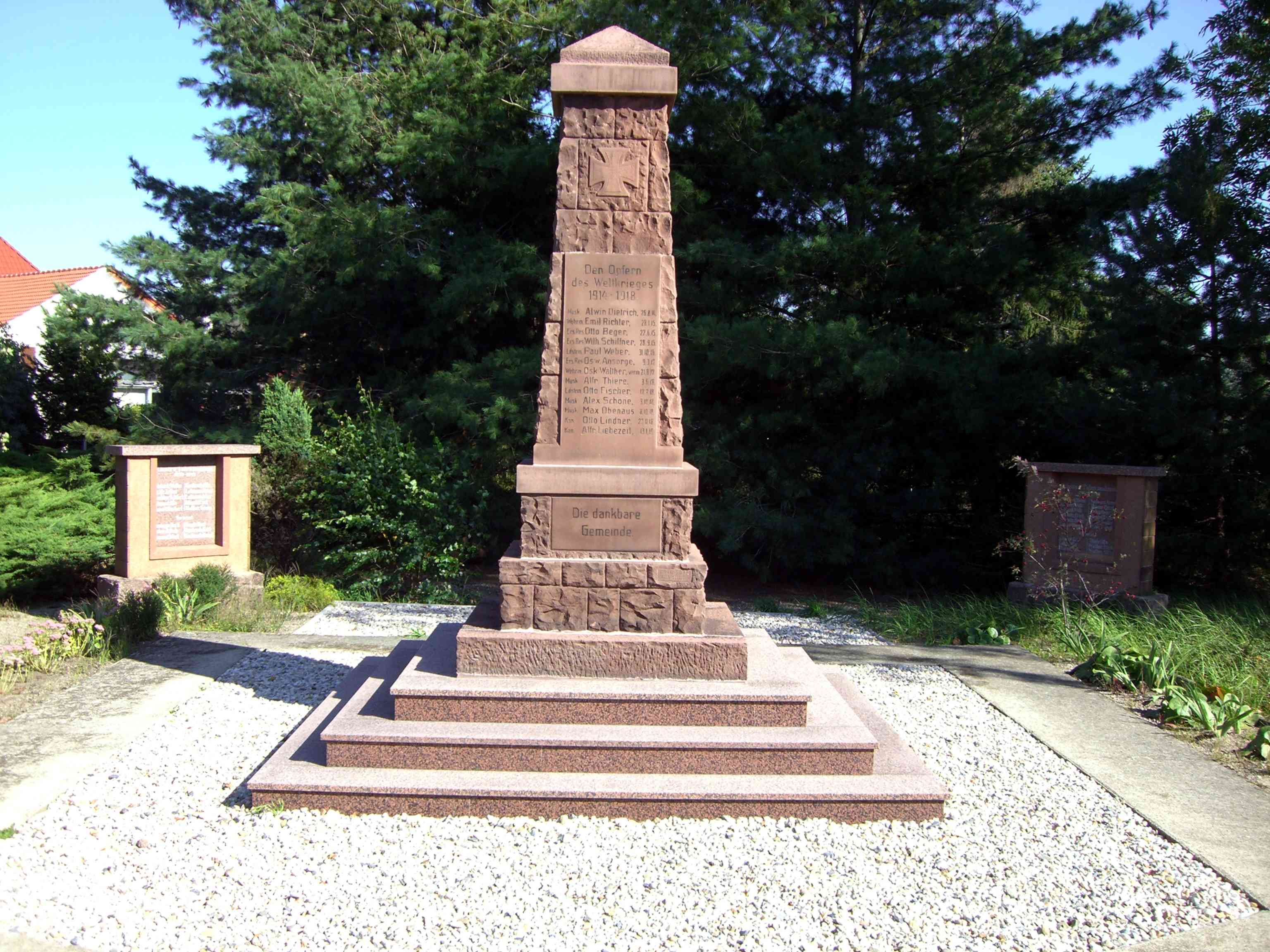
Kriegerdenkmal in Reichenhain
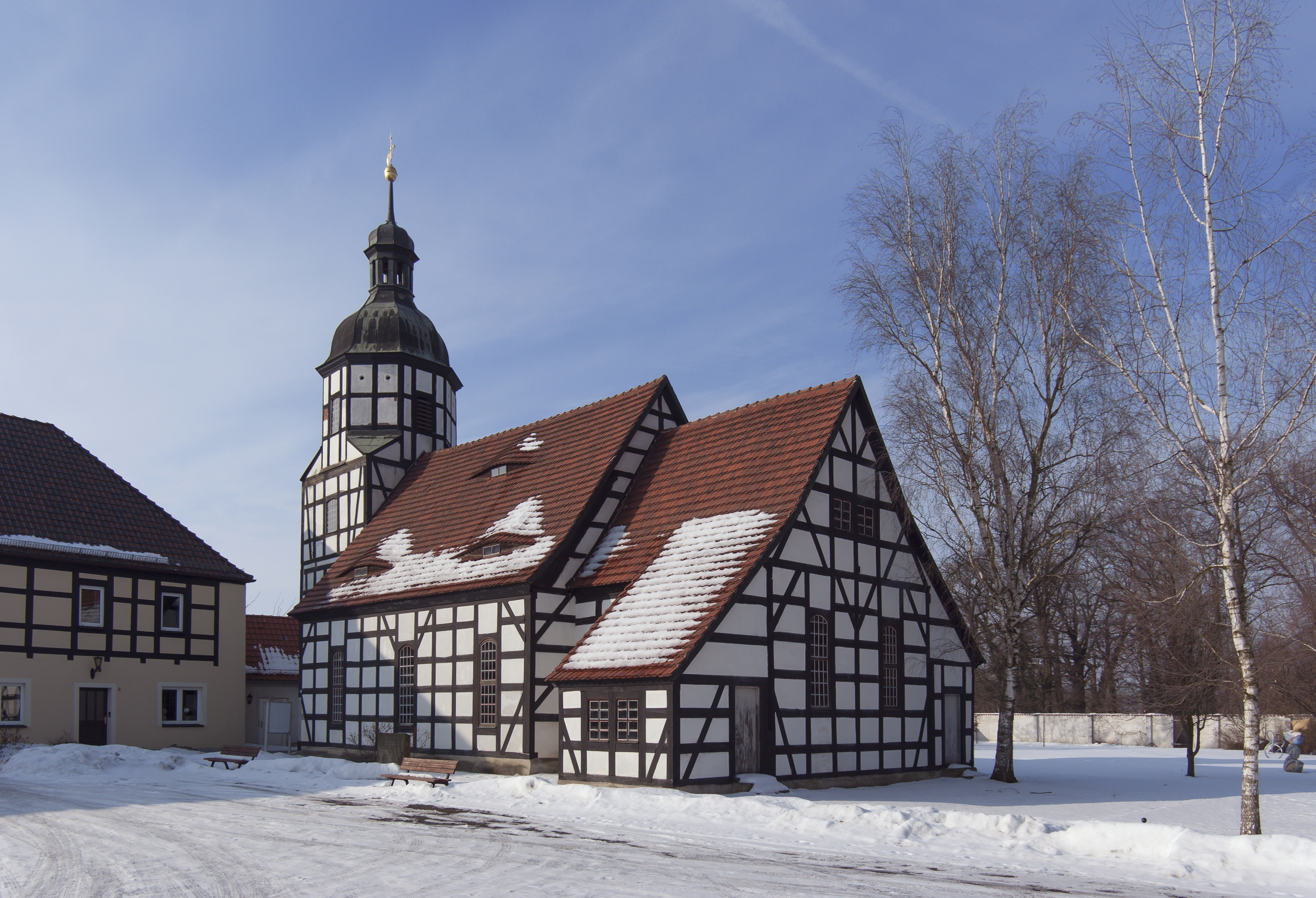
Gutskirche Saathain
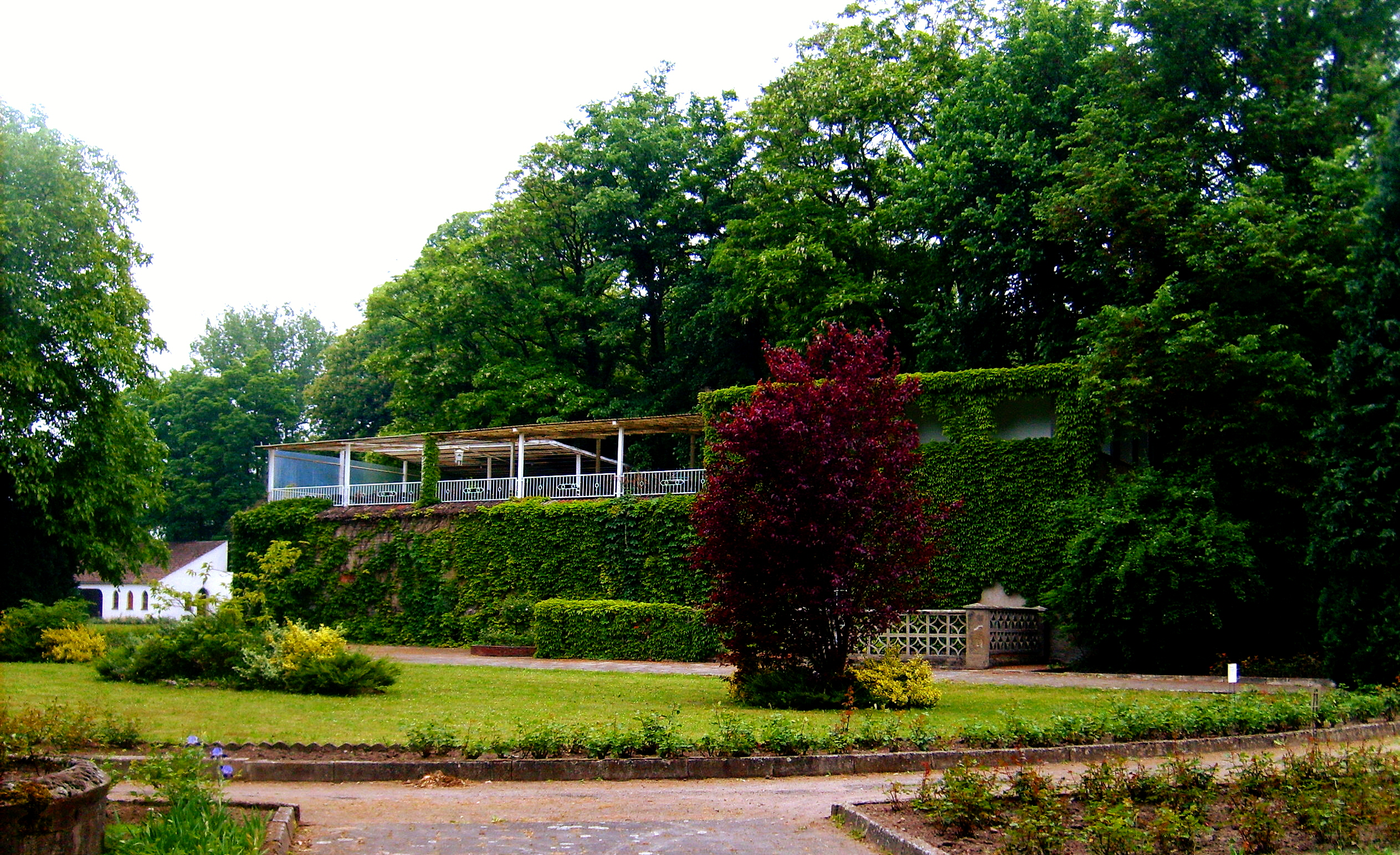
Schloss Saathain
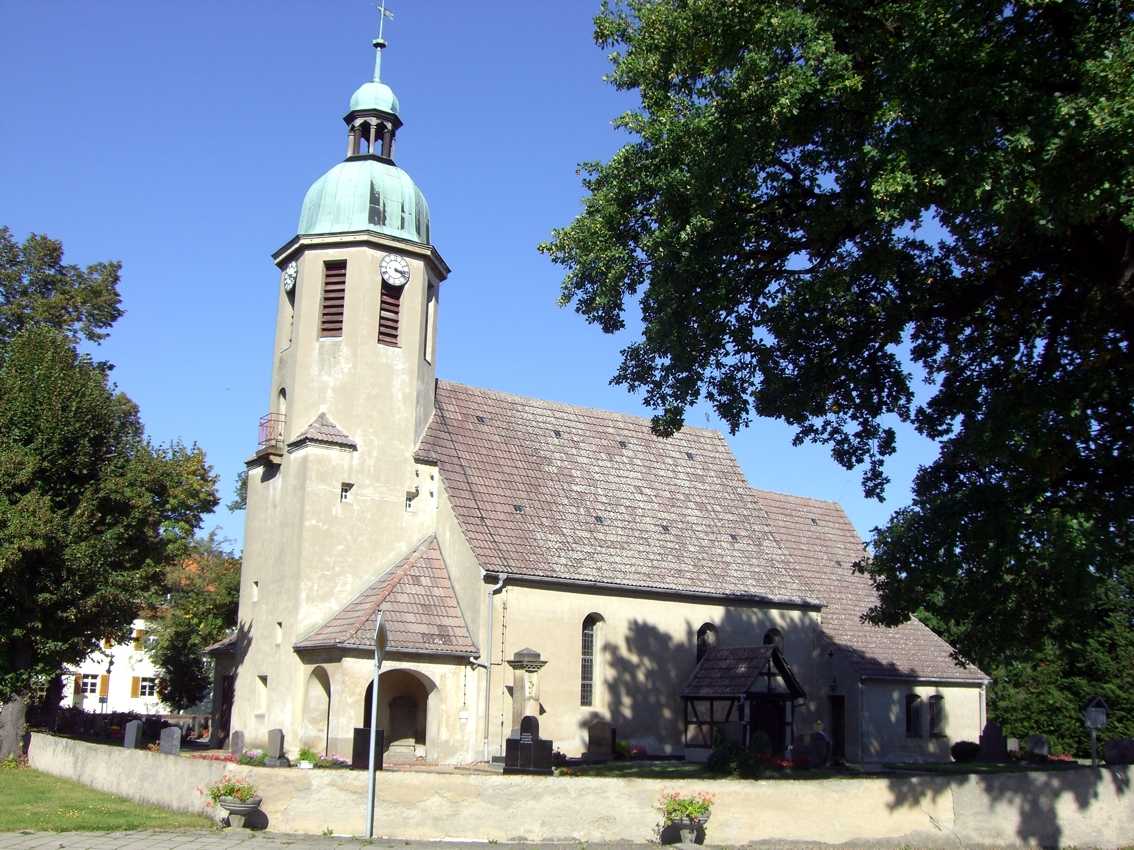
Dorfkirche Stolzenhain
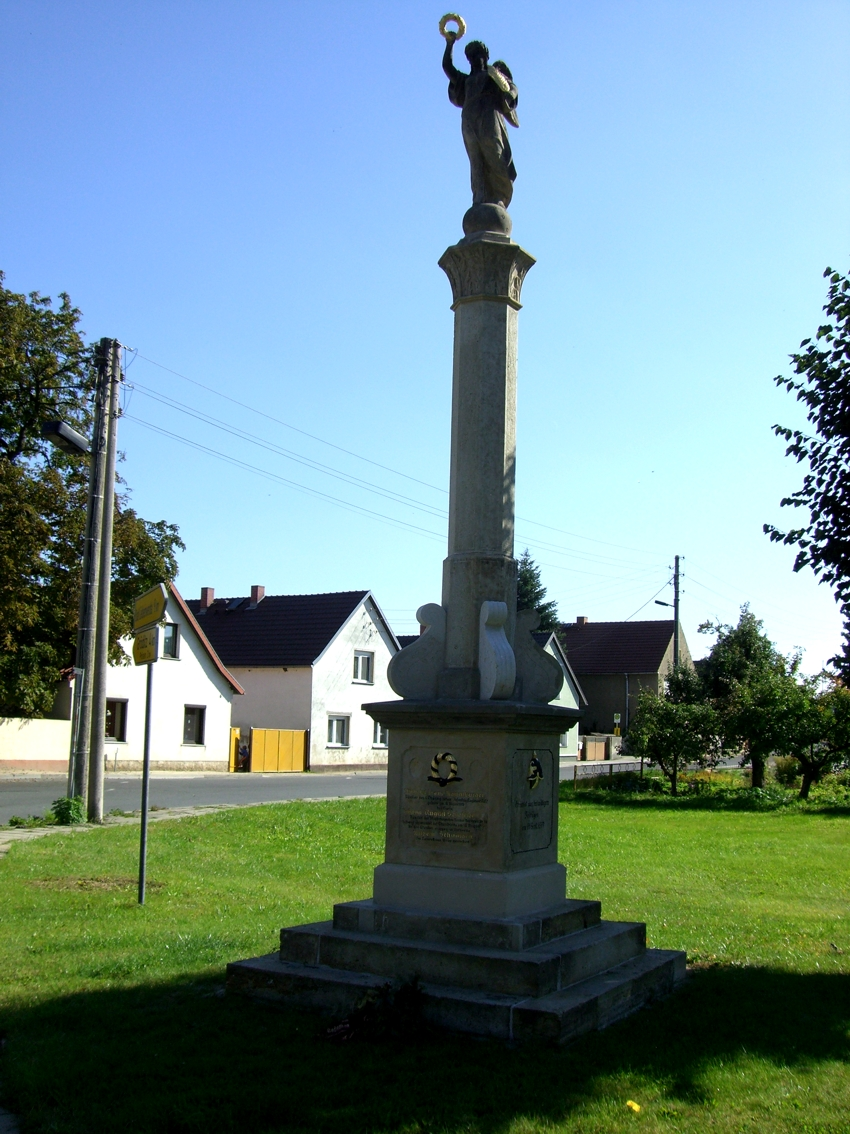
Kriegerdenkmal in Stolzenhain
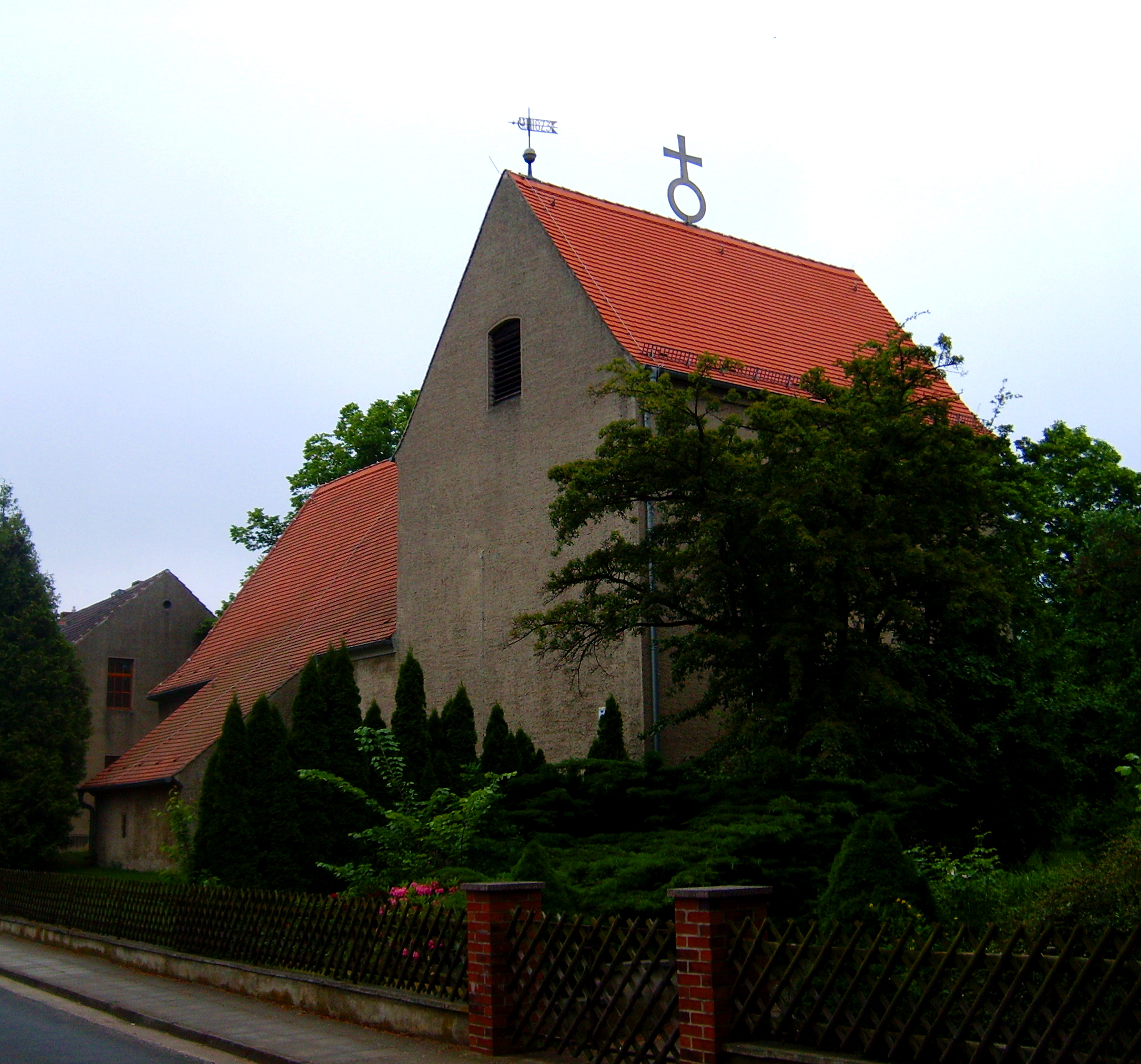
St. Katharina-Kirche in Würdenhain
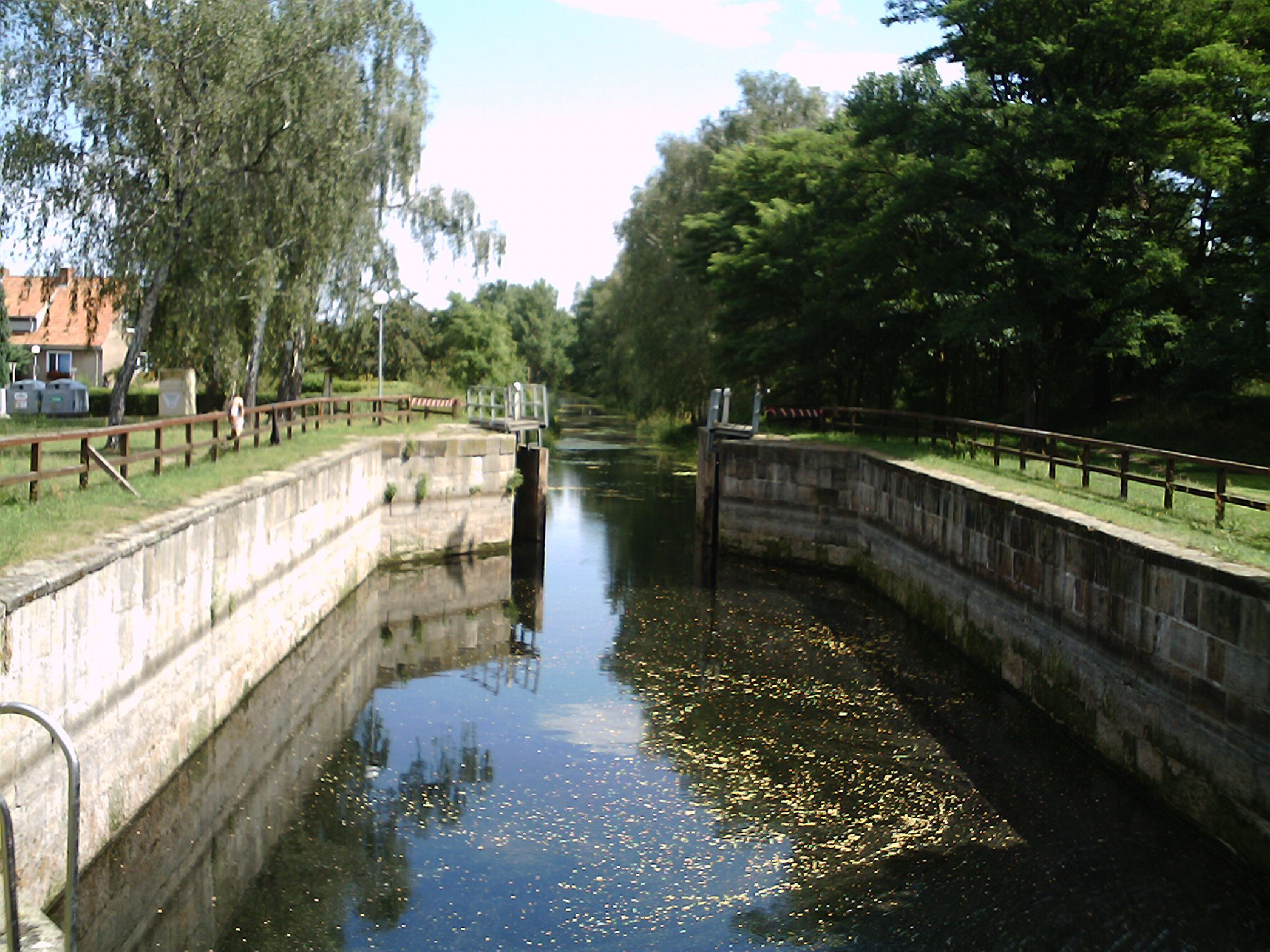
Schleuse Prösen